# Til Schweiger
Til Schweiger, all'anagrafe Tilman Valentin Schweiger (IPA: [ˈtɪlman ˈvaləntiːn ˈʃvaɪɡɐ]; Friburgo in Brisgovia, 19 dicembre 1963), è un attore, regista e produttore cinematografico tedesco.

## Biografia
È noto soprattutto per aver interpretato Cynric nel film King Arthur di Antoine Fuqua e Hugo Stiglitz in Bastardi senza gloria di Quentin Tarantino. Nel 2003 interpreta Sean, braccio destro del dottor Reiss nel film Lara Croft: Tomb Raider - La culla della vita. 
Nel 2007 Til e le sue figlie, attrici come lui, hanno recitato insieme in 300 ore per innamorarsi, film da lui diretto. Ha diretto e sceneggiato alcune pellicole, tra cui Honig im Kopf (2014) e il suo remake hollywoodiano Un viaggio indimenticabile (2018). In quest'ultima ha riunito un cast di prim'ordine, comprendente Nick Nolte, Matt Dillon, Jacqueline Bisset, Eric Roberts, Claire Forlani, Greta Scacchi.

## Vita privata
Il 19 giugno 1995 ha sposato la modella statunitense Dana Carlson, dalla quale si è separato nel 2005; i due hanno divorziato nel 2014. Dal matrimonio sono nati quattro figli: Valentin Florian (nato nel 1995), Luna Marie (nata nel 1997), Lilli Camille (nata nel 1998) ed Emma Tiger (nata nel 2002).
Schweiger vive a Maiorca: nel 2018 è stato malmenato da Jan Ullrich, all'epoca suo vicino di casa, per futili motivi.

## Filmografia parziale

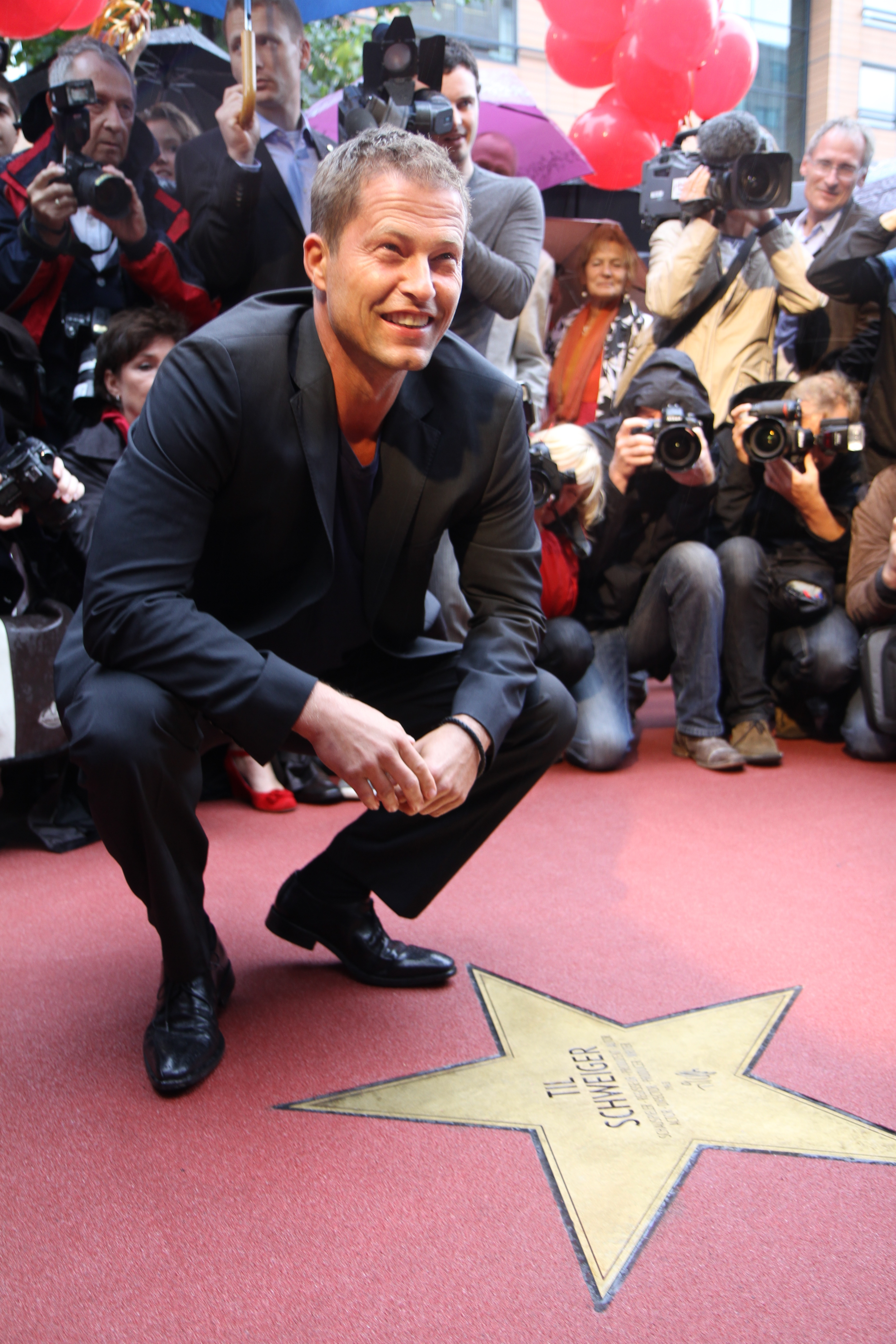
Til Schweiger nel 2011 durante il conferimento della stella sulla Boulevard der Stars a Berlino

### Attore

#### Cinema
- Manta, Manta, regia di Wolfgang Büld (1991)
- Ebbies Bluff, regia di Claude-Oliver Rudolph (1993)
- ABS serienmäßig - Kondome schützen, regia di Britta Olivia Götz - cortometraggio (1994)
- Tutti lo vogliono (Der bewegte Mann), regia di Sönke Wortmann (1994)
- Bunte Hunde, regia di Lars Becker (1995)
- Männerpension, regia di Detlev Buck (1996)
- Das Superweib, regia di Sönke Wortmann (1996)
- Knockin' on Heaven's Door, regia di Thomas Jahn (1997)
- Bandyta, regia di Maciej Dejczer (1997)
- Costretti ad uccidere (The Replacement Killers), regia di Antoine Fuqua (1998)
- Judas Kiss, regia di Sebastian Gutierrez (1998)
- Fuori di cresta (SLC Punk!), regia di James Merendino (1998)
- Der Eisbär, regia di Til Schweiger e Granz Henman (1998)
- Bang Boom Bang - Ein todsicheres Ding, regia di Peter Thorwarth (1999)
- Der grosse Bagarozy, regia di Bernd Eichinger (1999)
- Magicians, regia di James Merendino (2000)
- Jetzt oder nie - Zeit ist Geld, regia di Lars Büchel (2000)
- Driven, regia di Renny Harlin (2001)
- Cosa fare in caso di incendio? (Was tun, wenn's brennt?), regia di Gregor Schnitzler (2001)
- Sesso ed altre indagini (Investigating Sex), regia di Alan Rudolph (2002)
- Lara Croft: Tomb Raider - La culla della vita (Lara Croft: Tomb Raider – The Cradle of Life), regia di Jan de Bont (2003)
- U-429 - Senza via di fuga (In Enemy Hands), regia di Tony Giglio (2004)
- King Arthur, regia di Antoine Fuqua (2004)
- (T)Raumschiff Surprise - Periode 1, regia di Michael Herbig (2004)
- Agnes und seine Brüder, regia di Oskar Roehler (2004)
- Les Dalton, regia di Philippe Haïm (2004)
- Barfuss, regia di Til Schweiger (2005)
- Deuce Bigalow - Puttano in saldo (Deuce Bigalow: European Gigolo), regia di Mike Bigelow (2005)
- Bye Bye Harry!, regia di Robert Young (2006)
- Oh, wie schön ist Panama, regia di Martin Otevrel e Irina Probost (2006) - voce
- One Way, regia di Reto Salimbeni (2006)
- Wo ist Fred?, regia di Anno Saul (2006)
- Video Kings, regia di Daniel Acht e Ali Eckert (2007)
- Body Armour, regia di Gerry Lively (2007)
- 300 ore per innamorarsi (Keinohrhasen), regia di Til Schweiger (2007)
- Already Dead, regia di Joe Otting (2007)
- Il Barone Rosso (Der rote Baron), regia di Nikolai Müllerschön (2008)
- Far Cry, regia di Uwe Boll (2008)
- 1 1/2 Ritter - Auf der Suche nach der hinreißenden Herzelinde, regia di Til Schweiger (2008)
- Phantomschmerz, regia di Matthias Emcke (2009)
- Bastardi senza gloria (Inglourious Basterds), regia di Quentin Tarantino (2009)
- Men In the City, regia di Simon Verhoeven (2009)
- Zweiohrküken, regia di Til Schweiger (2009)
- Kokowääh, regia di Til Schweiger (2011)
- The Courier, regia di Hany Abu-Assad (2012)
- I tre moschettieri (The Three Musketeers), regia di Paul W. S. Anderson (2011)
- Männerherzen... und die ganz ganz große Liebe, regia di Simon Verhoeven (2011)
- Capodanno a New York (New Year's Eve), regia di Garry Marshall (2011)
- Una spia non basta (This Means War), regia di McG (2012)
- Schutzengel, regia di Til Schweiger (2012)
- Charlie Countryman deve morire (Charlie Countryman), regia di Fredrik Bond (2013)
- Kokowääh 2, regia di Til Schweiger (2013)
- Muppets 2 - Ricercati (Muppets Most Wanted), regia di James Bobin (2014)
- Honig im Kopf, regia di Til Schweiger (2014)
- Atomica bionda, regia di David Leitch (2017)
- Un viaggio indimenticabile (Head Full of Honey), regia di Til Schweiger (2018)
- Medieval, regia di Petr Jákl (2022)
- Il ministero della guerra sporca (The Ministry of Ungentlemanly Warfare), regia di Guy Ritchie (2024)

#### Televisione
- Lindenstraße - soap opera, episodio 1x311 (1991)
- Lemgo, regia di Jörg Grünler - film TV (1994)
- Lady Cop (Die Kommissarin) - serie TV, 26 episodi (1994-1996)
- Polizeiruf 110 - serie TV, episodio 24x05 (1995)
- Adrenalina (Adrenalin), regia di Dominique Othenin-Girard - film TV (1996)
- La ragazza Rosemarie (Das Mädchen Rosemarie), regia di Bernd Eichinger - film TV (1996)
- Die Halbstarken, regia di Urs Egger - film TV (1996)
- Joe and Max, regia di Steve James - film TV (2002)
- Tramitz & Friends - serie TV, episodio 2x04 (2005)
- Mujeres asesinas - serie TV, episodio 1x03 (2006)
- Pastewka - serie TV, episodio 3x02 (2007)
- Wir müssen reden! - serie TV, episodio 1x07 (2010)
- La nave dei sogni (Das Traumschiff) - serie TV, episodio 1x65 (2011)
- Legittima difesa (Tatort: Willkommen in Hamburg), regia di Christian Alvart - film TV (2013)
- La vendetta di Nick (Tatort: Kopfgeld), regia di Christian Alvart - film TV (2014)
- Pitch Perfect: Bumper in Berlin – serie TV, episodio 1x03 (2022)

### Regista
- Der Eisbär (1998)
- Honig im Kopf (2014)
- Un viaggio indimenticabile (Head Full of Honey) (2018)

### Sceneggiatore
- Honig im Kopf (2014)
- Un viaggio indimenticabile (Head Full of Honey) (2018)

### Produttore
- Honig im Kopf (2014)
- Un viaggio indimenticabile (Head Full of Honey) (2018)

## Doppiatori italiani
Nelle versioni in italiano delle opere in cui ha recitato, Til Schweiger è stato doppiato da:
- Francesco Prando in Driven, Men In the City, Legittima difesa, Medieval
- Massimo De Ambrosis in Tutti lo vogliono, Deauce Bigalow - Puttano in saldo
- Simone Mori in Lara Croft: Tomb Raider - La culla della vita, King Arthur
- Ralph Palka in Atomica bionda, Il ministero della guerra sporca
- Fabio Boccanera in Judas Kiss, Fuori di cresta
- Alessandro Budroni in Una spia non basta, Muppets 2 - Ricercati
- Andrea Ward in Lady Cop
- Tony Sansone in U-429 - Senza via di fuga
- Maurizio Fiorentini in Bastardi senza gloria
- Giuliano Bonetto in Il Barone Rosso
- Christian Iansante in Far Cry
- Fabrizio Pucci in I tre moschettieri
- Francesco Pezzulli in Capodanno a New York